# Hartsville (Carolina del Sud)
Hartsville è un comune degli Stati Uniti d'America, situato in Carolina del Sud, nella Contea di Darlington.